# Shusheta
La palabra shusheta  y su diminutivo shushetín es una voz del lunfardo cuyo significado es elegante, pero que también puede querer decir falluto ("desleal") o soplón (incapaz de guardar un secreto). 

## Significado
El significado más directo es «petimetre», palabra que el diccionario español señala como proveniente del francés: petit maître, es decir señorito. Gobello afirma que proviene de la palabra del dialecto genovés ciuscetta y significa "escolar excesivamente aplicado y amigo de delatar a sus compañeros".
Oscar Conde dice que la voz del genovés sciuscetto, que significa "fuelle" y en segundo término "soplón" se incorporó al lunfardo con este último significado pero luego derivó en "petimetre, individuo muy afectado en el vestir.
Chiappara da como significado el de "dandy, joven apuesto y galanteador, pinta brava" y da como ejemplo el tango Shusheta  que dice "toda la calle Florida lo vio, con sus polainas, galera y bastón".

## Su uso
Además del tango titulado justamente Shusheta, varios poemas, tangos y canciones incluyen la palabra shusheta.
Carlos Waiss en su tango Bien pulenta utiliza el término en sus dos acepciones "pintón" y "soplón" cuando dice:

Yo nunca fui shusueta

de pinta y fulería

y sé lo que es jugarse<bf>
la suerte a una baraja

si tengo un metejón.

En el poema Temas de Cadicamo de Gregorio Arenas la palabra no se usa como soplón, sino como elegante:
Tallan en Cadícamo mujeres de rango, 

bacanes shushetas, la gloria del tango, 

la coca silente, el loco pernod…

En su descripción de la calle Florida Amaro Villanueva dice: 
Para chimentos, Florida: 

jovata, shusheta, rana, 

pinturera y alacrana, 

con pedigrí de engrupida, 

Por su parte Celedonio Flores en su poema Y ahora yo utiliza la variante shushetín:
Pinta de shushetín, visto a la moda 

porque el sastre me cobra el mismo precio, 

el pantalón planchao no lo desprecio 

y el yuguillo encolao...no me incomoda. 

Enrique Dizeo en su tango Copen la banca describe a su personaje: 
Cadenero de buen porte, garabito a la piu bela, 

pinta brava de muchacho con tu jetra shushetin. 

## La prohibición de este término
A partir de 1943, dentro de una campaña iniciada por la dictadura militar que tomó el poder ese año, se obligó a suprimir el lenguaje lunfardo, así como cualquier referencia a la embriaguez o a expresiones que en forma arbitraria fueran consideradas inmorales o negativas para el idioma o para el país. En las obras que se emitían por radiodifusión, este término fue vedado y Shusheta fue uno de los tangos que debieron cambiar su nombre, pasando a ser El aristócrata.
Las restricciones continuaron al asumir el gobierno constitucional el general Perón, y en 1949, los directivos de SADAIC le solicitaron al administrador de Correos y Telecomunicaciones en una entrevista que se las anularan, pero sin resultado. Obtuvieron, entonces, una audiencia con Perón, que se realizó el 25 de marzo de 1949, y el presidente –que afirmó que ignoraba la existencia de esas directivas- las dejó sin efecto.
En octubre de 1953, se aprobó la Ley de Radiodifusión nº 14.241 que no tenía previsiones sobre el uso de la jerga popular en la radio, pero las restricciones en alguna medida continuaban, lo cual motivó la denuncia de SADAIC, en enero de 1950, a la difusión de ciertos temas por Radio El Mundo; no obstante tal denuncia, en 1952, la propia entidad de los autores acordó con las autoridades una lista de canciones populares que por razones de buen gusto o decoro idiomático no debían pasarse por radio. En definitiva, SADAIC no cuestionaba la censura en sí misma sino quién la aplicaba.